# Nazarabad (Verwaltungsbezirk)
Nazarabad (persisch شهرستان نظرآباد) ist ein Schahrestan in der Provinz Alborz im Iran. Er enthält die Stadt Nazarabad, welche die Hauptstadt des Verwaltungsbezirks ist.

## Demografie
Bei der Volkszählung 2016 betrug die Einwohnerzahl des Schahrestan 152.437.
| Zensusjahr | Einwohnerzahl |
| ---------- | ------------- |
| 2011       | 141.160       |
| 2016       | 152.437       |